# 小行星33010
小行星33010（33010 Enricoprosperi）是一颗绕太阳运转的小行星，为主小行星带小行星。该小行星于1997年3月发现。

## 轨道参数
小行星33010的轨道半长轴为352 981 020 km（2.3594988 UA），离心率为0.087。